# Pietro Matranga
Pour les articles homonymes, voir Matranga.
Pietro Matranga est un érudit italien, né à Piana degli Albanesi le 18 décembre 1807 et mort à Rome le 5 octobre 1855.

## Biographie
Né en Sicile le 18 décembre 1807, d’une famille d’origine hellénique. Il prend les ordres sacrés, vient à Rome et est attaché à la Bibliothèque apostolique vaticane, où il finit par devenir conservateur adjoint pour les manuscrits grecs. D’un caractère prudent, Matranga évite de se mettre en compétition avec le cardinal Mai. Dans les derniers temps de sa vie, il réunit une partie des textes nouveaux qu’il a découverts dans un recueil intitulé Anecdota græca e mss. bibliothecis Vaticana, Angelica, Barberiniana, Vallicelliana, Medicea, Vindobonensi deprompta, Rome, 1850, 2 vol. in-8°. On y trouve des fragments de divers auteurs byzantins, notamment de Jean Tzétzès, Nicéphore Grégoras, Léon le Philosophe, Acoluthus le Grammairien, Héraclide, et d’anciennes scolies sur Homère. L’abbé Matranga a en outre fourni quelques mémoires sur des sujets d’érudition à divers recueils. Il est mort à Rome en 1855.